# Brem

Brem je glasbena zasedba iz Ljubljane, ki igra zvrsti kot sta americana ter blues rock. Nastala je leta 2011 in sicer iz obstoječe zasedbe Fretles citre, ki je posnela album Zeitgeist  Skupina Brem je nastopila jeseni 2011 na Festivalu šansona v Ljubljani 
Izvirna zasedba Alex Bass (bas, kitara, glas), Matej Krajnc (kitara, glas) in Lenka Krajnc (flavta, klaviature, tolkala, glas). Po drugem singlu Ribežen gospe Olge je zasedba začela snemati ploščo, a si vmes vzela tri leta oddiha in nadaljevala z delom poleti 2014, ko je za projekt Rokerji pojejo pesnike uglasbila in posnela besedilo Matjaža Pikala Dolgo vroče poletje, na razpis za Festival šansona pa je poslala pesem Mizantrop. 
V studiu Aleša Uratnika je zasedba septembra 2014 končala ploščo Prvo poglavje, ki je izšla pri zagrebški etiketi Slušaj najglasnije! v začetku leta 2015. Goji glasbeni slog, ki ga dandanes imenujejo americana, z avtorskimi pesmimi in priredbami starega rokenrola in bluesa, kamor sodijo tudi daljše in krajše bluesrockovske improvizacije. Spomladi 2017 je pri Slušaj najglasnije! izšla druga studijska plošča Houdini kot priča s prvim singlom Demokracija na oko, septembra pa EP Čarobno skrivnostno potovanje narednika Popra.  
Zasedba je sredi leta 2018 nehala z delovanjemn.

## Diskografija
- Brem, Prvo poglavje, Slušaj Najglasnije! Zagreb 2015
- Rokerji pojejo pesnike 10, Subkulturni azil Maribor, 2014
- Rokerji pojejo pesnike 12, Kulturni center Maribor, 2016
- Houdini kot priča, Slušaj najglasnije!, Zagreb, 2017
- Čarobno skrivnostno potovanje narednika Popra, Slušaj najglasnije!, Zagreb, 2017